# History (canal de televisió)
History, antigament conegut com the History Channel, és un canal internacional de televisió per cable i satèl·lit, dedicat principalment als esdeveniments i personatges històrics, així com a diversos fenòmens metafísics, pseudocientífics, i paranormals.

## Programes cèlebres
- Vikings (2013-?): Sèrie que relata la vida del cap viking Ragnar Lodbrock